# Gios-Deyser Leon Kastro/Saison 2012
Dieser Artikel listet Erfolge und Fahrer des Radsportteams Gios-Deyser Leon Kastro in der Saison 2012 auf.

## Erfolge in der UCI Europe Tour
Bei den Rennen der UCI Europe Tour im Jahr 2012 gelangen dem Team nachstehende Erfolge.
| Datum    | Rennen                                          | Kat. | Sieger           |
| -------- | ----------------------------------------------- | ---- | ---------------- |
| 24. Juni | Griechische Meisterschaft – Straßenrennen (U23) | CN   | Georgios Bouglas |

## Platzierungen in UCI-Ranglisten
| UCI Continental Circuit | Platz |
| ----------------------- | ----- |
| UCI Europe Tour 2012    | 68    |

## Abgänge – Zugänge
| Zugänge                               | Team 2011                     | Abgänge                                  | Team 2012                              |
| ------------------------------------- | ----------------------------- | ---------------------------------------- | -------------------------------------- |
| Aitor Pérez                           | Lampre-ISD                    | Javier Chacón                            | Andalucía                              |
| Pedro Merino                          | Miche-Guerciotti              | Marcos García                            | Caja Rural                             |
| Fotis Antonarakis                     | Partizan Powermove            | Javier Benítez                           | Mutua Levante-Cafemax-Renault Ginestar |
| Charalampos Kastrantas                | Partizan Powermove            | José Maria Alcaraz                       | Unbekannt                              |
| Francisco José Pacheco                | Guerola-Valencia Terra I Mar  | Vasileios Banousis                       | Unbekannt                              |
| José Rafael Martínez                  | Relax-GAM Fuenlabrada (2007)  | Ioannis-Stergios Faliakakis              | Unbekannt                              |
| Alberto Carvalno                      | Neoprofi                      | Óscar García-Casarrubios                 | Unbekannt                              |
| Jónathan González                     | Neoprofi                      | Héctor González                          | Unbekannt                              |
| Ioannis Iliadis                       | Neoprofi                      | Georgios Melas                           | Unbekannt                              |
| Nikolaos Tahopoulos                   | Neoprofi                      | Alexandros Papaderos                     | Unbekannt                              |
| Theodoros Tzimas                      | Neoprofi                      | Stavros Papadimitrakis (bis 28. Februar) | Unbekannt                              |
| Wladimir Koew (ab 10. Juni)           | Konya Torku Şeker Spor-Vivelo | Fotis Antonarakis (bis 10. Juni)         | Unbekannt                              |
| Dimisthenis Gkiantsis (ab 10. Juni)   | Partizan Powermove            | José Rafael Martínez (bis 10. Juni)      | Unbekannt                              |
| Evangelos Karagiannakis (ab 10. Juni) | Neoprofi                      | Nikolaos Tahopoulos (bis 10. Juni)       | Unbekannt                              |
|                                       |                               | Wladimir Koew (bis 2. Juli)              | Unbekannt                              |

## Mannschaft
| Name                    | Geburtstag        | Nationalität |
| ----------------------- | ----------------- | ------------ |
| Apostolos Bouglas       | 16. März 1989     | Griechenland |
| Georgios Bouglas        | 17. November 1990 | Griechenland |
| José Antonio Carrasco   | 8. September 1980 | Spanien      |
| Alberto Carvalno        | 17. Juli 1987     | Portugal     |
| Konstantinos Efstathiou | 24. Januar 1991   | Griechenland |
| Jónathan González       | 17. April 1987    | Spanien      |
| Salvador Guardiola      | 5. September 1988 | Spanien      |
| Ioannis Iliadis         | 26. April 1993    | Griechenland |
| Dimitrios Kampianis     | 21. Januar 1972   | Griechenland |
| Evangelos Karagiannakis | 16. Juni 1989     | Griechenland |
| Charalampos Kastrantas  | 13. März 1991     | Griechenland |
| Pedro Merino            | 8. Juli 1987      | Spanien      |
| Francisco José Pacheco  | 27. März 1982     | Spanien      |
| Aitor Pérez             | 24. Juli 1977     | Spanien      |
| Jaume Rovira            | 3. November 1979  | Spanien      |
| Theodoros Tzimas        | 7. Januar 1993    | Griechenland |